# Rainijohary
Rainijohary (1783-1881), ook wel Andrianisa genoemd, was een Malagassische aristocraat en veldmaarschalk uit de 19e eeuw. Hij behoorde tot de kaste van de andriana, de hoogste kaste van het Merina-volk. In 1852 trouwde Rainijohary met Ranavalona I, de koningin van het Koninkrijk Madagaskar.

## Biografie
Rainijohary werd in het jaar 1783 geboren. Zijn ouders behoorden tot de Tsimahafotsy, een clan die Koning Andrianampoinimerina hielp om de versplinterde Merina-koninkrijken tot het Koninkrijk Imerina te verenigen. Rainijohary kreeg een aanstelling als officier in het leger van Andrianampoinimerina's zoon, Koning Radama I. Toen Radama op 27 juli 1828 stierf, maakten Rainijohary en drie andere officieren (Andriamihaja, Andriamamba en Ravalontsalama) plannen om Radama's vrouw Ramavo op de troon te krijgen. Zij zochten steun bij het leger en bij invloedrijke andriana en slaagden erin om een machtige achterban bij elkaar te krijgen. Ramavo riep zichzelf op 11 augustus 1828  uit tot koningin en nam de naam Ranavalona aan. Zij promoveerde vervolgens Rainijohary tot veldmaarschalk.
Nadat op 10 februari 1852 Ranavalona's tweede echtgenoot Rainiharo stierf, hertrouwde zij met Rainijohary en bleef zijn echtgenote tot haar dood op 16 augustus 1861. Rainijohary steunde Ranavalona in haar beleid van zelfredzaamheid en het weren van Europeanen uit het koninkrijk. Hij werkte nauw samen met de progressieve premier Rainivoninahitriniony, die in tegenstelling tot hem juist voor westerse moderniseringen opteerde.
Op 9 april 1862 werd Rainijohary naar Ambohimanga verbannen wegens zijn aandeel in een complot tegen Ranavalona's zoon en troonopvolger Radama II, maar werd na zijn dood weer vrijgelaten. Radama II werd opgevolgd door zijn vrouw Rasoherina, die kort na haar troonbestijging huwde met de premier Rainivoninahitriniony. Rainijohary trad weer toe tot de conservatieve factie, maar slaagde er niet in om de westerse moderniseringen een halt toe te roepen.
Rainijohary stierf in 1881, tijdens de regering van Ranavalona II, in Tsiatosika, een plaats in de buurt van Mananijary.